# Muschleria
Muschleria (лат.) — монотипный род двудольных растений семейства Астровые (Asteraceae), включающий вид Muschleria angolensis S.Moore. Выделен британским ботаником Спенсером Ле Марчантом Муром в 1914 году.
Род назван в честь Райнхольда Конрада Мушлера, немецкого ботаника, писателя и путешественника.

## Распространение
Единственный вид является эндемиком Анголы.

## Общая характеристика
Многолетние травянистые растения.
Листья линейные.
Соцветие-корзинка с небольшим числом цветочков лилового цвета. Паппус с укороченными волосками.